# 라온 (음악 그룹)
라온은 대한민국의 음악 그룹이다. 2019년 싱글 《잠시간》으로 데뷔했다.

## 방송
- 내일은 미스터트롯 (2020) - Top101
- 불타는 트롯맨 (2022) - Top100

## 음반
- 잠시간 (2019)